# Pradoluengo
Pradoluengo – gmina w Hiszpanii, w prowincji Burgos, w Kastylii i León, o powierzchni 30,54 km². W 2011 roku gmina liczyła 1384 mieszkańców.